# Fontaine-Heudebourg
Fontaine-Heudebourg är en kommun i departementet Eure i regionen Normandie i norra Frankrike. Kommunen ligger i kantonen Gaillon-Campagne som tillhör arrondissementet Les Andelys. År 2018 hade Fontaine-Heudebourg 826 invånare.

## Befolkningsutveckling
Antalet invånare i kommunen Fontaine-Heudebourg
Referens:INSEE